# Annona pruinosa
Annona pruinosa Schatz – gatunek rośliny z rodziny flaszowcowatych (Annonaceae Juss.). Występuje naturalnie w Nikaragui oraz Kostaryce. 

## Morfologia
PokrójZimozielone drzewo dorastające do 6 m wysokości. Młode pędy są owłosione.
LiścieMają eliptyczny lub odwrotnie owalnie eliptyczny kształt. Mierzą 6,5–15 cm długości oraz 3,5–8,5 szerokości. Są owłosione od spodu. Nasada liścia jest rozwarta lub klinowa. Wierzchołek jest tępy. Ogonek liściowy jest owłosiony i dorasta do 8–13 mm długości.
KwiatySą pojedyncze. Rozwijają się na szczytach pędów. Działki kielicha mają trójkątny kształt i dorastają do 2–3 mm długości, są omszone. Płatki mają podłużny kształt. Są owłosione. Osiągają do 18–24 mm długości.
OwoceTworzą owoc zbiorowy. Mają kształt od prawie kulistego do jajowatego. Osiągają 4,5 cm długości. Są mniej lub bardziej owłosione. Owocnia jest gładka i ma zielonkawą barwę.

## Biologia i ekologia
Rośnie w wiecznie zielonych lasach. Występuje na wysokości do 700 m n.p.m. Kwitnie i owocuje od czerwca do września.